# Alex Renard
Alex Renard (* um 1900; † nach 1972) war ein französischer Jazzmusiker (Trompete), der in den 1930er- und 1940er-Jahren in den französischen Swing-Orchestern beschäftigt war.

## Leben und Wirken
Renard gehörte Mitte der 1920er-Jahre dem Pariser Orchestre de Jazz du Moulin-Rouge unter Leitung von Fréd(éric) Mélé an, in dem auch der Posaunist Guy Paquinet spielte („Zuzuland“). In den folgenden Jahren arbeitete Renard u. a. in den Orchestern von Ray Ventura („Let's Do It“, Odeon), Léo Poll, Marceau van Hoorebeke (Le Jazz Pathe-Natan), 1932/33 bei Lud Gluskin und 1934 im Ensemble Jazz du poste Parisien, Fred Adison, Michel Warlop, Germaine Sablon und bei Wal-Berg et son Jazz Français. Außerdem wirkte er 1934 bei Aufnahmen von Django Reinhardt („Tiger Rag“), des Quintette du Hot Club de France („Dinah“) mit.
In der zweiten Hälfte der 1930er-Jahre begleitete Renard mit Reinhardt und Garland Wilson den Sänger Jean Sablon („Miss Otis Regrets“, Columbia), im Orchester Michel Warlop den jungen Vokalisten Le Petit Mirsha bei Songs wie „Petit homme, c'est l'heure de faire dodo“ oder „Maman, ne vends pas la maison!“, außerdem den Saxophonisten Coleman Hawkins bei seinem Paris-Aufenthalt am 2. März 1935 („Blue Moon“). In dieser Phase spielte er mit Patrick et Son Orchestre (das Guy Paquinet leitete), bei Alain Romans et Son Jazz du Poste Parisien, sowie in den Orchestern von Michel Emer, Willie Lewis, John Ellsworth („East of the Sun“, mit Adelaide Hall), Jacques Hélian, Wal-Berg („Tout me sourit“, mit Charles Trenet) und schließlich 1940 bei Alix Combelle and His Swing Band, mit Charles Delaunay alias H.P. Chadel als Schlagzeuger.
Im März 1940 kam es zu einer erneuten Studiobegegnung Renards mit Django Reinhardt; in „At the Jimmy’s Bar“ ist er mit der Rhythmusgruppe und Alix Combelle (Klarinette) als Basstrompeter zu hören. In den frühen 1940er-Jahren gehörte er außerdem den Orchestern und Jazzsensembles von Raymond Legrand und Raymond Wraskoff, Hubert Rostaing und Christian Wagner an. Am 24. Februar 1941 nahm Renard erstmals unter eigenem Namen mit einem Jazzsensemble (Alex Renard et son orchestre) auf, dem Roger Fisbach, Maurice Cizeron, Coco Kiehn, Hubert Rostaing, Noël Chiboust, Joseph Reinhardt, Maurice Speilleux und Pierre Fouad angehörten. Bei Swing spielte er Titel vor wie „Bois de Boulogne“ (#104), der durch Mistinguette bekannten Song „Mon Homme“ (#113, arrangiert von Rosataing) und am 30. Oktober 1941 noch „En Descendant/Rue Blanche“ (#122) ein.
1946 war Renard an Jamsessions mit Lucien Philip, Harry Perret, Léo Chauliac, Henri Crolla, Roger „Toto“ Grasset, Arthur Motta und Emmanuel Soudieux beteiligt; 1953 nahm er in Combelles Orchester mit dem in Paris gastierenden Trompeter Buck Clayton auf (Buck's Mood). In den 1950er-Jahren arbeitete er weiterhin bei Combelle, außerdem noch mit Jean-Claude Pelletier (1957) und noch 1958 mit Jef Gilson. Im Bereich des Jazz war er zwischen 1925 und 1958 an 65 Aufnahmesessions beteiligt.
Er spielte 1921 bis 1972 in Paris.